# Franz Johann von Sweerts-Reist
Franz Johann von Sweerts-Reist (* 16. Januar 1613 in Brabant; † 22. September 1700 in Schlesien) war ein schlesischer Offizier und Gutsbesitzer.

## Leben
Franz Johann Sweerts, Reichsfreiherr von Reist, aus dem Hause Lacken und Blauenturm, Herr auf Groß-Peterwitz, Löwenstein, Niklasdorf und Neudorf im Fürstentum Münsterberg-Frankenstein, war der Spross einer aus Brabant stammenden Familie, die schon 1306 zu den sieben Patriziergeschlechtern der Stadt Brüssel zählte. Sein Vater Jan van der Reest, genannt Sweerts, war adoptiert worden und führte seitdem den Doppelnamen und ein vereinigtes Wappen.
Im Dreißigjährigen Krieg stand Franz Johann in spanischen Diensten und erhielt 1651 von König Philipp IV. die Ritterwürde. In kaiserliche Dienste übergetreten, wurde er Oberstleutnant und Kommandant in Troppau, Namslau und Neiße. Mit Diplom vom 15. September 1653 erhob ihn Kaiser Ferdinand III. in den Reichsfreiherrenstand und verlieh ihm mit einem zweiten Diplom vom 22. April 1654 das Inkolat von Böhmen, Mähren und Schlesien. Im Dezember 1653 war Franz Johann gemeinsam mit Abt Kaspar Liebichen vom Kloster Heinrichau landesherrlicher Kommissar bei der Rekatholisierung des Fürstentums Münsterberg-Frankenstein. Nach seiner zweiten Eheschließung 1657 gab er den Kriegsdienst auf und widmete sich bis an sein Lebensende, das er mit 87 Jahren erreichte, der Bewirtschaftung seines Besitzes.
Er hatte sich 1653 mit Juliana Elisabeth Freiin von Burghaus verheiratet, Tochter des münsterbergischen Landeshauptmanns Nikolaus von Burghaus, mit der er einen Sohn hatte. Da sie am 22. Februar 1654 starb, heiratete er 1657 Barbara Anna Freiin von Krafft (1636–1683), Tochter des kaiserlichen Obersten Heinrich Krafft von Lammersdorf, Herr auf Tschernikowitz und Racibórz, mit der er sieben Kinder, fünf Töchter und zwei Söhne, hatte. Der Sohn aus erster Ehe, Franz Karl, ist der Stifter des österreichischen Familienzweigs; die Söhne aus zweiter Ehe, Johann Heinrich und Leopold Ignaz, führten die schlesische Linie weiter. Seine Tochter Franziska Apollonia (1667–1726) heiratete 1687 den Grafen Franz Anton von Sporck (1662–1738) und begründete so die noch heute bestehende Linie der Grafen von Swéerts-Sporck.